# Holzham (Neuhaus am Inn)
Holzham ist ein Gemeindeteil der Gemeinde Neuhaus am Inn im niederbayerischen Landkreis Passau (Bayern).
Der Weiler liegt auf freier Flur, ca. 1,5 km nordwestlich von Neuhaus knapp südlich des Ehebachs.
Der ehemalige Gemeindeteil der Gemeinde Vornbach wurde im Zuge der Gebietsreform in Bayern am 1. Juli 1972 nach Neuhaus eingegliedert.